# Kim Consigny
Kim Consigny est une dessinatrice de bande dessinée et illustratrice française née en 1991. Ses travaux d'illustration portent principalement sur des ouvrages jeunesse.

## Biographie
Titulaire d'un bac L, Kim Consigny suit un cursus d'architecte à l'École Nationale Supérieure d'Architecture de Marseille et à l'École nationale supérieure d'architecture de Paris-La Villette et collabore avec Je Bouquine. Alors qu'elle est étudiante, elle commence ses travaux d'illustration, notamment pour les éditions Flammarion. Elle participe à des albums collectifs, comme Vivre dessous, bande dessinée collective parrainé par Thomas Cadène en 2011 et la série Les Autres Gens. En termes d'influence, elle se déclare admiratrice de Manuele Fior, Joann Sfar, Christophe Blain.
Avant la fin de ses études, paraît en 2015 Pari(s) d'amies, dont Rokhaya Diallo signe le scénario. L'album porte sur le parcours d'une étudiante, Cassandre, qui après un séjour aux États-Unis lance sa « marque de produits de beauté afro » avec l'aide de ses amies parisiennes.
Elle dessine Magic Félix, scénarisé par Séverine Vidal, une bande dessinée jeunesse dont le premier volume est publié en 2018 (Jungle). La même année, pour la collection « Sociorama » des éditions Casterman, elle s'inspire met en images les travaux de Solenne Jouanneau et livre La petite mosquée dans la cité,.
Elle s'associe avec Manon Heugel pour livrer Forté en 2019 (Dargaud), qui met en scène une jeune Brésilienne qui développe son talent au piano puis vient étudier à Paris, où elle rencontre « la difficulté d'un tel apprentissage, la rigueur exigée, les rivalités, l'entraide ».
Elle retrouve Séverine Vidal en 2021 pour un roman graphique et biographique, George Sand : Fille du siècle.

## Œuvres

### Bandes dessinées
- Pari(s) d'amies, scénario de Rokhaya Diallo, Delcourt, 2015  (ISBN 978-2-7560-5355-4)
- Magic Félix, scénario de Séverine Vidal, éd. Jungle, coll. Jeunesse

1. Apprenti magicien, 2018  (ISBN 978-2-8222-2083-5)

- La petite mosquée dans la cité[10], scénario de Solenne Jouanneau, Casterman, coll. Sociorama, 2018  (ISBN 978-2-203-16822-0)
- Forté, scénario de Manon Heugel, Dargaud, 2019  (ISBN 978-2-205-07944-9)
- George Sand : Fille du siècle, scénario de Séverine Vidal, Delcourt, 2021  (ISBN 978-2-413-02012-7)

### Illustration
- Collège art, texte d'Alice Brière-Haquet, Castor poche, coll. « Mes premiers romans ».

1. Amis, batterie & Cie,  2013  (ISBN 978-2-08-128700-6)
2. Silence on tourne !, 2013  (ISBN 978-2-08-123871-8)
3. Le gang des chanteurs, 2014  (ISBN 978-2-08-130664-6)
4. Une virée rock'n'folk!, 2015  (ISBN 978-2-0813-0081-1)
5. La dernière danse, 2015  (ISBN 978-2-08-134213-2)
6. Le bouquet final, 2015  (ISBN 978-2-08-134214-9)

- Pompiers, textes d'Astrid Dumontet, Milan, coll. Les Grands docs, 2015  (ISBN 978-2-7459-7568-3)
- La revanche des princesses, textes de Sandrine Beau, Clémentine Beauvais, Charlotte Bousquet, Alice Brière-Haquet, Anne-Fleur Multon, Carole Trébor, éd. Poulpe fictions, 2019  (ISBN 978-2-37742-052-0)